# Надьмарош
Надьмарош (угор. Nagymaros) — місто в центральній частині Угорщини, у медьє Пешт. Населення - 4469 осіб (2001).

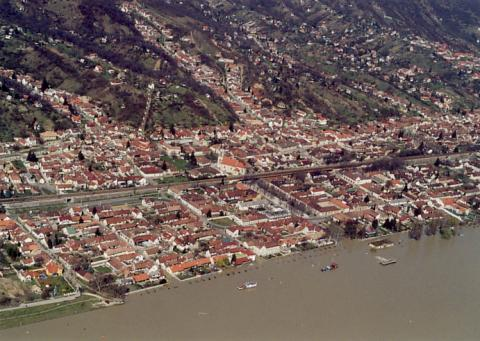